# فریاد نیمه‌شب
فریاد نیمه‌شب فیلمی ایرانی در گونه نوآر،جنایی به کارگردانی و نویسندگی ساموئل خاچیکیان و تهیه‌کنندگی مهدی میثاقیه محصول سال ۱۳۴۰ است که آرمان و محمدعلی فردین به همراه پروین غفاری در آن نقش‌آفرینی کرده‌اند.

## خلاصه فیلم
«امیر» که برای ازدواج با نامزدش «مریم» احتیاج به پول دارد در سازمان مرد تبهکاری به نام «افشار» که کارش چاپ اسکناس تقلبی است مشغول فعالیت می‌شود. همسر رئیس باند به امیر دل می‌بازد اما امیر توجهی به او ندارد تا اینکه یکبار رئیس باند همسرش و امیر را تنها می‌بیند. نزاعی درمی‌گیرد. رئیس باند و همسرش با تیراندازی به هم به قتل می‌رسند و امیر بسوی مریم بازمی‌گردد.

## تولید و نمایش
این فیلم را ساموئل خاچیکیان نوشت و کارگردانی کرد و عنایت‌الله فمین فیلمبرداری کرد.
اولین محصول استودیو میثاقیه که در مدت چهارماه تهیه شد و در دوم شهریورماه ۱۳۴۰ در سینماهای رادیو سیتی (۳۸ شب) و سعدی (۳۷ شب) بروی پرده بود و هفتصد هزار تومان فروش داشت.فروش بالای فیلم موجب شد مهدی میثاقیه به یکی از پرکارترین تهیه کنندگان سینمای ایران بدل شود.

## بازیگران
- آرمان هوسپیان
- محمدعلی فردین
- ویدا قهرمانی
- پروین غفاری
- کریمی
- خواجوی
- کوره چیان
- اصغر تفکری